# Canton du Mans-Est-Campagne
Le canton du Mans-Est-Campagne est une ancienne division administrative française située dans le département de la Sarthe et la région Pays de la Loire.

## Histoire
Le canton du Mans-Est-Campagne a été créé en 1982 (décret du 2 février 1982), en dédoublant le canton du Mans-Est.

## Administration

### Conseillers généraux du canton du Mans-Est-Campagne (1982 à 2015)
| Période | Période | Identité           | Étiquette | Qualité                                                             |
| ------- | ------- | ------------------ | --------- | ------------------------------------------------------------------- |
| 1982    | 1985    | Robert Manceau     | PCF       | Ancien député                                                       |
| 1985    | 1992    | Jacques Terroire   | PS        | Professeur d'histoire-géographie, maire d'Yvré-l'Évêque (1981-2001) |
| 1992    | 2004    | Dominique Le Mèner | UMP       | Juriste, député à partir de 2002                                    |
| 2004    | 2015    | Jean-Luc Fontaine  | PS        | Assureur, maire d'Yvré-l'Évêque (2001-2014)                         |

Robert Manceau a été nommé conseiller général honoraire du canton par arrêté préfectoral du 7 janvier 2003.
Le canton participe à l'élection du député de la deuxième circonscription de la Sarthe.

### Conseillers généraux de l'ancien2ecantondu Mans (de 1833 à 1967)
| Période | Période          | Identité                             | Étiquette       | Qualité |
| ------- | ---------------- | ------------------------------------ | --------------- | --- |
| 1833    | 1848             | Pierre Trotté-Delaroche (1790-1859)  |                 | Ancien inspecteur général des Ponts et Chaussées, négociant au Mans, directeur du Comptoir de la banque, président du conseil général |
| 1848    | 1852             | Arnaud Rogé                          | Bonapartiste    | Général de brigade en retraite, maire de Sainte-Croix, député (1849-1851, 1852-1854)                                                  |
| 1852    | 1861             | Paul Surmont                         |                 | Maire du Mans (1849-1854), juge au tribunal civil                                                                                     |
| 1861    | 1871             | Pierre-René Vérité-Bidault           |                 | Négociant, propriétaire, adjoint au maire du Mans                                                                                     |
| 1871    | 1874             | Alphonse Le Porché                   | Républicain     | Avocat, député (1882-1889), sénateur (1891-1902), maire de Noyen-sur-Sarthe, élu en 1880 dans le canton de Malicorne-sur-Sarthe       |
| 1874    | 1874 (démission) | Anselme Rubillard                    | Indépendant     | Ancien expert-géomètre, propriétaire, maire du Mans (1870-1873), élu dans le premier canton du Mans                                   |
| 1874    | 1880 (démission) | Alphonse Le Porché                   | Républicain     | Avocat, député (1882-1889), sénateur (1891-1902), maire de Noyen-sur-Sarthe, élu en 1880 dans le canton de Malicorne-sur-Sarthe       |
| 1880    | 1886             | Jacques François Barbier (1811-1888) | Républicain     | Docteur-médecin au Mans |
| 1886    | 1892             | Georges Bouttié                      | Gauche radicale | Ouvrier ébéniste puis antiquaire, conseiller municipal du Mans                                                                        |
| 1892    | 1893 (décès)     | M. Guibert                           | Rad.            | Instituteur, adjoint au maire du Mans                                                                                                 |
| 1893    | 1913             | Georges Bouttié                      | Gauche radicale | Ouvrier ébéniste puis antiquaire, député (1906-1914), conseiller municipal du Mans                                                    |
| 1913    | 1919             | André Lebert                         | Rad. ind.       | Avocat, sénateur (1909-1940) |
| 1919    | 1934             | Julien Lainé                         | PRS             | Pharmacien au Mans, député (1924-1928), conseiller municipal du Mans                                                                  |
| 1934    | 1940             | François Saudubray                   | PDP             | Industriel, député (1927-1928 et 1936-1942), ancien conseiller d'arrondissement du premier canton du Mans                             |
| 1945    | 1949             | François Dornic                      | SFIO            | Professeur au Mans |
| 1949    | 1955             | Jacques Reignier                     | RPF puis RS     | Médecin au Mans, président de l'Académie du Maine (1972-1986)                                                                         |
| 1955    | 1967             | Robert Manceau                       | PCF             | Cheminot, député de 1946 à 1958 et de 1962 à 1967                                                                                     |

### Conseillers d'arrondissement du deuxième canton du Mans (de 1833 à 1940)
| Période                                  | Période      | Identité                  | Étiquette | Qualité |
| ---------------------------------------- | ------------ | ------------------------- | --------- | --- |
| 1833                                     |              | Nicolas Philippe Jadin    |           | Notaire au Mans |
|                                          |              |                           |           | |
| 1919                                     | 1939 (décès) | Jules Boucher             | Radical   | Propriétaire au Mans, président du conseil d'arrondissement |
| 1939                                     | 1940         | Paul Chantrel (1913-1944) | PDP       | Journaliste, secrétaire de la Fédération nationale des démocrates populaires Exécuté sommairement le 1er septembre 1944 au camp de Natzweiler-Struthof, à Natzwiller (Bas-Rhin) |
| 1940                                     |              |                           |           | Les conseils d'arrondissement ont été suspendus par la loi du 12 octobre 1940 et n'ont jamais été réactivés                                                                     |
| Les données manquantes sont à compléter. |              |                           |           | |

### Conseillers généraux de l'ancien canton du Mans-Est (de 1967 à 1982)
| Période | Période | Identité       | Étiquette | Qualité       |
| ------- | ------- | -------------- | --------- | ------------- |
| 1967    | 1982    | Robert Manceau | PCF       | Ancien député |

## Composition
Le canton du Mans-Est-Campagne comptait 29 073 habitants en 2012 (population municipale) et regroupait sept communes dont une partie du Mans :
- Challes ;
- Changé ;
- Le Mans (fraction) ;
- Parigné-l'Évêque ;
- Sargé-lès-le-Mans ;
- Savigné-l'Évêque ;
- Yvré-l'Évêque.

À la suite du redécoupage des cantons pour 2015, les communes de Challes, Changé, Parigné-l'Évêque, Sargé-lès-le-Mans et Yvré-l'Évêque sont rattachées au canton de Changé, la commune de Savigné-l'Évêque à celui de Savigné-l'Évêque et la commune du Mans est répartie entre sept cantons (Le Mans-1 à Le Mans-7).

### Ancienne commune
L'ancienne commune de Pont-Lieue, absorbée en 1855 par Le Mans, était partiellement comprise dans le canton du Mans-Est-Campagne. Celui-ci n'incluait aucune autre commune supprimée depuis la création des communes sous la Révolution.

## Démographie
| 1982 | 1990   | 1999   | 2006   | 2011   | 2012   |
| ---- | ------ | ------ | ------ | ------ | ------ |
| -    | 24 834 | 26 891 | 28 382 | 29 140 | 29 073 |